# Liste der Baudenkmale in Hohen Neuendorf
In der Liste der Baudenkmale in Hohen Neuendorf sind alle Baudenkmale der brandenburgischen Stadt Hohen Neuendorf und ihrer Stadtteile aufgelistet. Grundlage ist die Veröffentlichung der Landesdenkmalliste mit dem Stand vom 31. Dezember 2020.
Die Bodendenkmale sind in der Liste der Bodendenkmale in Hohen Neuendorf aufgeführt.

## Baudenkmale in den Stadtteilen
In den Spalten befinden sich folgende Informationen:
- ID-Nr.: Die Nummer wird vom Brandenburgischen Landesamt für Denkmalpflege vergeben. Ein Link hinter der Nummer führt zum Eintrag über das Denkmal in der Denkmaldatenbank. In dieser Spalte kann sich zusätzlich das Wort Wikidata befinden, der entsprechende Link führt zu Angaben zu diesem Denkmal bei Wikidata.
- Lage: die Adresse des Denkmales und die geographischen Koordinaten. Link zu einem Kartenansichtstool, um Koordinaten zu setzen. In der Kartenansicht sind Denkmale ohne Koordinaten mit einem roten beziehungsweise orangen Marker dargestellt und können in der Karte gesetzt werden. Denkmale ohne Bild sind mit einem blauen bzw. roten Marker gekennzeichnet, Denkmale mit Bild mit einem grünen beziehungsweise orangen Marker.
- Bezeichnung: Bezeichnung in den offiziellen Listen des Brandenburgischen Landesamtes für Denkmalpflege. Ein Link hinter der Bezeichnung führt zum Wikipedia-Artikel über das Denkmal.
- Beschreibung: die Beschreibung des Denkmales
- Bild: ein Bild des Denkmales und gegebenenfalls einen Link zu weiteren Fotos des Baudenkmals im Medienarchiv Wikimedia Commons

### Bergfelde
| ID-Nr.   | Lage                                 | Bezeichnung               | Beschreibung | Bild                      |
| -------- | ------------------------------------ | ------------------------- | --- | ------------------------- |
| 09165605 | (Lage)                               | Grenzwachturm mit Bunker  | Es ist eine ehemalige Führungsstelle Bergfelde der Grenztruppen der DDR an der Berliner Mauer, heute Naturschutzturm der Deutschen Waldjugend. | Grenzwachturm mit Bunker  |
| 09165401 | Dorfstraße 11 (Lage)                 | Wohnhaus (Büdnerhaus)     | | Wohnhaus (Büdnerhaus)     |
| 09165985 | Herthastraße 21 (Lage)               | Wohnhaus                  | Eingeschossiger Bau mit Mansardwalmdach. Datiert auf 1910-1911.                                                                                | Wohnhaus                  |
| 09165799 | Herthastraße 23 (Lage)               | Wohnhaus mit Nebengebäude | | Wohnhaus mit Nebengebäude |
| 09165638 | Herthastraße 64 / Schulstraße (Lage) | Kirche                    | | weitere Bilder            |
| 09166006 | Schönfließer Straße 13 (Lage)        | Wohnhaus mit Einfriedung  | | Wohnhaus mit Einfriedung  |
| 09165492 | Winklerstraße 28 (Lage)              | Wohnhaus                  | | Wohnhaus                  |

### Borgsdorf
| ID-Nr.   | Lage                                   | Bezeichnung                                                        | Beschreibung | Bild                                                               |
| -------- | -------------------------------------- | ------------------------------------------------------------------ | ------------ | ------------------------------------------------------------------ |
| 09165554 | Bahnhofstraße 32 / Dornbuschweg (Lage) | Kirche mit Gemeindehaus, Glockenstuhl und Nebengebäude             |              | weitere Bilder                                                     |
| 09165866 | Breitscheidstraße 46 (Lage)            | Wohnhaus (Haus Weigand)                                            |              | Wohnhaus (Haus Weigand)                                            |
| 09165253 | Hauptstraße (Lage)                     | Kriegerdenkmal für die Gefallenen des Ersten Weltkriegs, vor Nr. 7 |              | Kriegerdenkmal für die Gefallenen des Ersten Weltkriegs, vor Nr. 7 |
| 09165571 | Hauptstraße 7 (Lage)                   | Alte Schule mit Nebengebäude                                       |              | Alte Schule mit Nebengebäude                                       |

### Hohen Neuendorf
| ID-Nr.   | Lage                                               | Bezeichnung                                                                     | Beschreibung | Bild                                                                            |
| -------- | -------------------------------------------------- | ------------------------------------------------------------------------------- | --- | ------------------------------------------------------------------------------- |
| 09166026 | Adolf-Damaschke-Straße 5 (Lage)                    | Wohnhaus (Villa Hohenzollern)                                                   | | Wohnhaus (Villa Hohenzollern)                                                   |
| 09166027 | Adolf-Damaschke-Straße 6 (Lage)                    | Wohnhaus mit Nebengebäude                                                       | | Wohnhaus mit Nebengebäude                                                       |
| 09165544 | Adolf-Damaschke-Straße 10 (Lage)                   | Villa                                                                           | In der Villa lebten Dr. Hugo Rosenthal, seine Frau Emma und seine Tochter Elfriede. | Villa                                                                           |
| 09165572 | Adolf-Damaschke-Straße 11 (Lage)                   | Wohnhaus                                                                        | | Wohnhaus                                                                        |
| 09165050 | Anton-Saefkow-Straße (Lage)                        | Anton-Saefkow-Gedenkstein, vor Nr. 30                                           | | Anton-Saefkow-Gedenkstein, vor Nr. 30                                           |
| 09166059 | Anton-Saefkow-Straße 28 (Lage)                     | Wohnhaus                                                                        | | Wohnhaus                                                                        |
| 09165047 | Berliner Straße (Lage)                             | Sowjetischer Ehrenfriedhof                                                      | | Sowjetischer Ehrenfriedhof                                                      |
| 09165403 | Berliner Straße (Lage)                             | Meilenstein, vor Nr. 8                                                          | | Meilenstein, vor Nr. 8                                                          |
| 09165513 | Berliner Straße 5 (Lage)                           | Villa „Sonnenhaus“ mit Nebengebäude                                             | | Villa „Sonnenhaus“ mit Nebengebäude                                             |
| 09165472 | Berliner Straße 13 (Lage)                          | Wohnhaus mit Einfriedung                                                        | | Wohnhaus mit Einfriedung                                                        |
| 09165359 | Berliner Straße 40 (Lage)                          | Dorfkirche mit Gemeinde- und Pfarrhaus                                          | Die evangelische Kirche wurde 1909 nach Plänen von G. Büttner erbaut. Es ist ein rechteckiger Putzbau mit einer Apsis und einem Südturm. Der 'Bau ist im eklektizistichen-ländlichen Stil erbaut worden. Die Ausstattung im Stil des Neubarocks ist aus der Bauzeit. | weitere Bilder                                                                  |
| 09165269 | Berliner Straße 41 (Lage)                          | Gymnasium mit Turnhalle, Wirtschaftsgebäude und Einfriedung                     | | Gymnasium mit Turnhalle, Wirtschaftsgebäude und Einfriedung                     |
| 09165049 | Birkenwerderstraße (Lage)                          | Grabstätte Adolf Hermann, auf dem Friedhof                                      | | Grabstätte Adolf Hermann, auf dem Friedhof                                      |
| 09165051 | Käthe-Kollwitz-Straße / Clara-Zetkin-Straße (Lage) | Denkmal für die Soldaten der 1. Polnischen Armee, Division „Tadeusz Kosciuszko“ | Das Denkmal steht für die Soldaten der Polnischen Streitkräfte in der Sowjetunion. | Denkmal für die Soldaten der 1. Polnischen Armee, Division „Tadeusz Kosciuszko“ |
| 09166076 | Karl-Liebknecht-Straße 6 (Lage)                    | Wohnhaus mit Nebengebäude und Einfriedung                                       | | weitere Bilder                                                                  |
| 09165818 | Karl-Marx-Straße 16 / Birkenwerderstraße (Lage)    | Friedhofskapelle mit Friedhofsmauer und Nebengebäude                            | | Friedhofskapelle mit Friedhofsmauer und Nebengebäude                            |
| 09165823 | Karl-Marx-Straße 16 / Birkenwerderstraße (Lage)    | Grabstätte der Familie Kunze und Brüske, auf dem Friedhof, Abteilung H          | | Grabstätte der Familie Kunze und Brüske, auf dem Friedhof, Abteilung H          |
| 09165822 | Karl-Marx-Straße 16 / Birkenwerderstraße (Lage)    | Grabstätte der Familie Lochmann, auf dem Friedhof, Abteilung H                  | | Grabstätte der Familie Lochmann, auf dem Friedhof, Abteilung H                  |
| 09165824 | Karl-Marx-Straße 16 / Birkenwerderstraße (Lage)    | Grabstätte der Familie Sponholz, auf dem Friedhof, Abteilung H                  | | Grabstätte der Familie Sponholz, auf dem Friedhof, Abteilung H                  |
| 09165048 | Karl-Marx-Straße / Birkenwerderstraße (Lage)       | Polnischer Ehrenfriedhof, auf dem Friedhof                                      | | Polnischer Ehrenfriedhof, auf dem Friedhof                                      |
| 09166517 | Osramplatz 1 (Lage)                                | Wohnhaus Werder mit Wirtschaftstrakt                                            | Das eingeschossige Haus mit Satteldach wurde im Jahr 1935 erbaut. Der dazugehörige Wirtschaftstrakt wurde in seinem Ursprung multifunktional genutzt (u.a. als Stall und Waschküche).                                                                                | weitere Bilder                                                                  |
| 09165573 | Osramplatz 3 (Lage)                                | Wohnhaus                                                                        | | Wohnhaus                                                                        |
| 09165448 | Puschkinallee 3 (Lage)                             | Villa                                                                           | | Villa                                                                           |
| 09165568 | Rosa-Luxemburg-Straße 15 (Lage)                    | Wohnhaus und Einfriedung                                                        | | Wohnhaus und Einfriedung                                                        |
| 09165694 | Scharfschwerdtstraße 1 (Lage)                      | Villa mit Nebengebäude und Einfriedung                                          | | Villa mit Nebengebäude und Einfriedung                                          |
| 09166078 | Stolper Straße 21 (Lage)                           | Wohnhaus mit Nebengebäude                                                       | | weitere Bilder                                                                  |
| 09166020 | Stolper Straße 22 (Lage)                           | Wohnhaus mit Nebengebäude                                                       | | weitere Bilder                                                                  |
| 09166054 | Stolper Straße 23 (Lage)                           | Wohnhaus                                                                        | | weitere Bilder                                                                  |
| 09165270 | Summter Straße 5a (Lage)                           | Wasserturm                                                                      | Erbaut wurde der Wasserturm von 1912 bis 1914. | weitere Bilder                                                                  |

### Pinnow
| ID-Nr.   | Lage              | Bezeichnung | Beschreibung | Bild           |
| -------- | ----------------- | ----------- | --- | -------------- |
| 09165252 | Dorfstraße (Lage) | Dorfkirche  | Die Dorfkirche Pinnow ist ein im neuromanischen Stil errichteter Backsteinbau aus dem 19. Jahrhundert. Im Inneren befindet sich ein Kalksteinepitaph für den ehemaligen Rittergutsbesitzer Caspar von Klitzing aus dem Jahre 1612. | weitere Bilder |

### Stolpe
| ID-Nr.   | Lage                      | Bezeichnung                                                               | Beschreibung | Bild                                                                      |
| -------- | ------------------------- | ------------------------------------------------------------------------- | --- | ------------------------------------------------------------------------- |
| 09165132 | (Lage)                    | Gedenkstein                                                               | Gedenkstein zur Erinnerung an die Karl-Marx-Feier der Jugend am 5. Mai 1918, im Stolper Wald | Gedenkstein                                                               |
| 09165131 | Dorfstraße (Lage)         | Dorfkirche                                                                | Die evangelische Kirche stammt aus der zweiten Hälfte des 13. Jahrhunderts. Im Jahre 1822 wurde der Westturm gebaut.                                                                                | weitere Bilder                                                            |
| 09166010 | Dorfstraße (Lage)         | Grabmal des Försters Johann Friedrich Siegesmund Oertel, auf dem Kirchhof | | Grabmal des Försters Johann Friedrich Siegesmund Oertel, auf dem Kirchhof |
| 09165129 | Dorfstraße 1a (Lage)      | Gutshaus                                                                  | | Gutshaus                                                                  |
| 09165130 | Dorfstraße 3a (Lage)      | Wohnhaus                                                                  | | Wohnhaus                                                                  |
| 09165475 | Dorfstraße 4 (Lage)       | Pfarrhaus mit Wirtschaftsgebäude und Einfriedung                          | | Pfarrhaus mit Wirtschaftsgebäude und Einfriedung                          |
| 09165975 | Dorfstraße 6 (Lage)       | Gehöft                                                                    | Das Gehöft reiht sich ein in die östlich vom Anger gelegene Gehöftreihe bestehend aus Wohnhaus, fünf Wirtschaftsgebäuden (drei Ställe, Scheune, Remise und Garage), Einfriedung und Hofpflasterung. | Gehöft                                                                    |
| 09165574 | Dorfstraße 6a (Lage)      | Saalbau des Gasthauses zum Dorfkrug                                       | Eingeschossiger Bau mit einem Satteldach versehen. Datiert auf etwa 1900. | BW                                                                        |
| 09165486 | Dorfstraße 28, 28a (Lage) | Gehöft, bestehend aus Wohnhaus, Wirtschaftsgebäude und Einfriedung        | | Gehöft, bestehend aus Wohnhaus, Wirtschaftsgebäude und Einfriedung        |